# C'est toujours pour ceux qui savent
 (juin 2017).
Si vous disposez d'ouvrages ou d'articles de référence ou si vous connaissez des sites web de qualité traitant du thème abordé ici, merci de compléter l'article en donnant les références utiles à sa vérifiabilité et en les liant à la section « Notes et références ».
Albums de Tandem
Tandematique Modèle vol.1
(2004) La Trilogie (EP)
(2005)
C'est toujours pour ceux qui savent est le 1er et seul album studio du groupe de hip-hop et rap français Tandem, sorti en 2005.
Entré dans le Top Albums France du 14 février 2005, en 185e position, il reste classé 53 semaines, atteignant la 15e place du classement durant la première semaine.

## Liste des titres
Toutes les chansons sont écrites et composées par Mac Kregor, Mac Tyer.
| 1.    | 93 Hardcore                                                                                             | 5:11 |
| 2.    | Le monde est stone                                                                                      | 4:13 |
| 3.    | Dans ma rue                                                                                             | 4:26 |
| 4.    | Génération sans repères                                                                                 | 4:12 |
| 5.    | Tu croyais quoi ?                                                                                       | 4:19 |
| 6.    | J'ai trop de cœur                                                                                       | 4:51 |
| 7.    | Un jour comme un autre (La trilogie - Chapitre 1)                                                       | 2:14 |
| 8.    | Frères ennemis (La trilogie - Chapitre 2)                                                               | 4:11 |
| 9.    | Le Jugement (La trilogie - Chapitre 3) (feat. Diam's, Faf Larage, Kazkami, Kery James, Lino, Tunisiano) | 7:15 |
| 10.   | Laisse-moi le temps                                                                                     | 3:30 |
| 11.   | Trop speed                                                                                              | 3:08 |
| 12.   | Explosif                                                                                                | 4:39 |
| 13.   | Nostalgique                                                                                             | 5:04 |
| 14.   | Warriors                                                                                                | 4:08 |
| 15.   | Sombre                                                                                                  | 3:55 |
| 16.   | Bouge !                                                                                                 | 4:35 |
| 17.   | Vécu de poissard                                                                                        | 7:11 |
| 67:02 | |      |

| 1.  | Trop speed                          |  |
| 2.  | La Trilogie                         |  |
| 3.  | 93 Hardcore                         |  |
| 4.  | Intro (Live)                        |  |
| 5.  | Illegal Muzik (Live)                |  |
| 6.  | Warriors (Live)                     |  |
| 7.  | Mémoire d'un jeune con (Live)       |  |
| 8.  | 93 Hardcore (Live)                  |  |
| 9.  | C'est toujours pour ceux qui savent |  |
| 10. | Le Son de l'Indépendance            |  |
| 11. | À ce qu'il paraît                   |  |
| 12. | Freestyle 1                         |  |
| 13. | Freestyle 2                         |  |
| 14. | Le jugement (Live)                  |  |
| 15. | Making Off "La Trilogie"            |  |